# Capitulum mitella
Capitulum mitella is een rankpootkreeftensoort uit de familie Pollicipedidae. De wetenschappelijke naam van de soort werd gepubliceerd in 1758 door Carl Linnaeus in de tiende editie van Systema naturae.